# Филпот, Элизабет
Элизабет Филпот (англ. Elizabeth Philpot; 1780, Англия — 1857, Лайм-Риджис) — английский палеонтолог и коллекционер окаменелостей.

## Биография
Элизабет Филпот родилась в Англии в 1780 году. О её происхождении и жизни известно немного. У неё были брат и две сестры, Мэри и Маргарет. В 1805 году сёстры поселились в Лайм-Риджисе (графство Дорсет), в доме, который подарил им брат. Все они были хорошо образованы, но жили небогато.
Все три сестры увлекались собиранием окаменелостей, но особенно преуспела в этом Элизабет. Ей удалось собрать серьёзную коллекцию, в которой особенно широко были представлены ископаемые рыбы. Сёстры Филпот были близки с Мэри Эннинг, известным палеонтологом-любителем и коллекционером окаменелостей, которая также жила в Лайм-Риджисе. Элизабет проводила много времени с Мэри, став её соратницей и подругой. В 1826 году Мэри Эннинг обнаружила внутри окаменелости белемнита нечто, похожее на чернильный мешок с высохшими чернилами. Элизабет удалось развести их водой и даже нарисовать полученной сепией несколько рисунков, в том числе изображение ихтиозавра.
Элизабет поддерживала общение с такими учёными, как Уильям Баклэнд, Уильям Конибир и Генри де ла Беш. Когда Лайм-Риджис посетил Луи Агассис, он был поражён тем, что Элизабет и Мэри удалось обнаружить в окрестностях Лайм-Риджиса и правильно идентифицировать 34 вида ископаемых рыб, новых для него самого.
На основе коллекции сестёр Филпот в Лайм-Риджисе был создан музей Филпот (ныне музей Лайм-Риджиса). Здание музея построил племянник Элизабет, Томас Филпот.